# Земляна гадюка Ейн-Геді
Земляна гадюка Ейн-Геді (Atractaspis engaddensis) — отруйна змія з роду земляна гадюка родини Lamprophiidae. Інші назви «ізраїльська кротова змія», «синайська земляна гадюка». Отримала назву від оази Ейн-Геді у Палестині.

## Опис
Загальна довжина сягає 55—70 см. Голова довгу та вузька з великими щитками, що допомагають у ритті ґрунту. Має 2 великих ікла, які здатні складатися. При цьому з пащі стирчить лише 1 ікло. Тулуб стрункий, тонкий. Очі маленькі з округлими зіницями. Забарвлення чорне.

## Спосіб життя
Полюбляє пустелі, піщані, кам'янисті місцини. Більшу частину проводить під землею, риючи ходи. Ховається у власній норі. Досить стрімка та моторна змія. Активна вночі. Харчується дрібними гризунами та дрібними зміями.
Це яйцекладна змія.

## Отруйність
Отруйна потужна, здатна погіршувати серцеву діяльність, становить загрози для життя людини. Має сарафотоксини та нейротоксини. Дія отрути досить швидка, смертність висока. Обов'язково необхідно застосувати протиотруту.

## Розповсюдження
Мешкає в Ізраїлі, Лівані, Йорданії, на південному заході Саудівської Аравії, Синайському півострові (Єгипет).